# Proces Edeleanu
Procedeul Edeleanu este un proces de extracție utilizat în industria rafinării petrolului, în care este utilizat dioxidul de sulf pentru extracția selectivă a hidrocarburilor aromatice din kerosen. Extractul cu hidrocarburi aromatice este separat de SO2 prin rectificare și recirculare. Temperatura este menținută la -20°C.
Procesul a fost denumit după chimistul român, de origine evreu, Lazăr Edeleanu.